# Meandrina meandrites
Espèce
Meandrina meandrites est une espèce de coraux appartenant à la famille des Meandrinidae.